# Kékpajzsos páncélosharcsa
A kékpajzsos páncélosharcsa (Corydoras aeneus) a sugarasúszójú halak
(Actinopterygii) osztályába, ezen belül a harcsaalakúak (Siluriformes) rendjébe és a páncélosharcsa-félék (Callichthyidae) családjába tartozó faj.
A legkedveltebb akváriumi páncélosharcsa. A köznyelvben házmesterhalnak, vagy házmesterharcsának is hívják.

## Előfordulása
Dél-Amerikában, Trinidadtól a La Plata folyóig honos. Sekély, gyenge sodrású vizek lakója

## Életmódja
Mindenevő, kedveli a grindal férget és a tubifexet.

## Megjelenése
Testhossza 5-8 centiméter. Bronzszínű testét két sor zöldeskék színű csontlemez fedi. A kopoltyúfedő, a „pofák”, és az egymástól függetlenül mozgatható szemek alatt szintén zöldeskék. Az alsó állású szájon három pár bajuszszál van, amik tapogatóként szolgálnak. A szabadban érzékeny bajszuk segítségével is képesek megtalálni az iszapban megbúvó férgeket. A nőstények nagyobbak kerekdedebbek, míg a hímek egyenes hasvonalúak. 
|  |

## Szaporodása
Jó tartási körülmények között gyakran a társas akváriumban is leívik. Általában kövek és egyéb sima felületű tereptárgyakra ragasztják átlátszó ikráikat, de ezek hiányában az akvárium üvegét választják ikrázóhelyül. Párzáskor a kisebb hím mellúszójával átfogja a nőstény „bajuszát”. Az ikrák néhány nap múlva kelnek ki. Az ivadékok mozgékonyak, de mivel aprók, az első hetekben mikroeleséget igényelnek.

## Tartása
A vízminőséggel és a hőmérséklettel szemben nem válogatós, de a melegebb vizet szereti.
Gyakran vásárolják akváriumi takarítóhalként. Valóban jó szolgálatot tesz a lehullott eleség eltakarításával, de ez nem jelenti azt, hogy nem kell etetni! Sokan abba a hibába esnek, hogy nem adnak neki speciális harcsaeleséget, mivel úgy gondolják, elég neki az aljzaton található maradék. A legjobb, ha az akvárium fényeinek eloltása után este még egy kis adag eleséget adunk nekik, hogy a többi hal ne habzsolja fel azonnal a harcsáknak szánt élelmet.  
Az alsó vízszinteken portyázik, csapatban tartsuk (4-6 hal). Békés: nagyobb sügéreket kivéve az összes édesvízi hallal társítható. Meghálálja, ha sok búvóhelyet és növényt biztosítunk a számára, kerüljük azonban az éles szélű köveket, aljzatot, mert ezek csonkig koptathatják az állandóan élelem után kutató harcsák bajuszszálait. 
Ha jól tartják őket, a páncélosharcsák sokáig díszei lehetnek akváriumunknak.